# Viscum wrayi
Viscum wrayi är en sandelträdsväxtart som beskrevs av George King och James Sykes Gamble. Viscum wrayi ingår i släktet mistlar, och familjen sandelträdsväxter. Inga underarter finns listade i Catalogue of Life.